# 好父说
好父说（？—？），子姓，是宋戴公的儿子，宋武公的弟弟。